# Acheilognathus brevicaudatus
Acheilognathus brevicaudatus är en fiskart som beskrevs av Chen och Li, 1987. Acheilognathus brevicaudatus ingår i släktet Acheilognathus och familjen karpfiskar. Inga underarter finns listade i Catalogue of Life.